# Huitunluoto
Huitunluoto är en ö i Finland. Den ligger i sjön Koljonselkä och i kommunen Orivesi i den ekonomiska regionen Tammerfors och landskapet Birkaland, i den södra delen av landet, 170 km norr om huvudstaden Helsingfors. Öns area är 0,2 hektar och dess största längd är 90 meter i nord-sydlig riktning.